# Джефрі Джейкоб Абрамс
Джефрі Джейкоб Абрамс (англ. Jeffrey Jacob Abrams, в титрах зазвичай указаний як Дж. Дж. Абрамс (англ. J. J. Abrams); нар. 27 червня 1966, Нью-Йорк) — американський режисер, сценарист, продюсер, актор і композитор, а також засновник Bad Robot Productions. Відомий як творець і один із творців телесеріалу «Фелісіті», «Шпигунка», «Межа» та «Загублені», і як режисер фільмів «Місія нездійсненна 3», «Зоряний шлях». Він також відомий як творець фільму «Монстро». Батько співачки Грейсі Абрамс.

## Біографія
Світову популярність Абрамсу принесли надуспішні телевізійні проєкти компанії «ABC Entertainment» — серіали «Шпигунка» і «Загублені», в яких запропоновано неординарні концепції захопливого сценарію і повною мірою використано потенціал форми телевізійного фільму. Обидва серіали за короткий термін здобули культовий статус у глядачів.
Цікаво, що рекордний бюджет пілотного епізоду «Загублені» — 12 млн доларів, спочатку викликав невдоволення керівництва «Disney», якій належить «ABC», проте незабаром, з огляду на популярність серіалу, доцільність таких витрат стала очевидною.
Перший і другий сезони «Шпигунки» (у гол. ролі: Дженніфер Гарнер) удостоїлися 11 номінацій премії «Еммі».
«Загублені» (у ролях: Метью Фокс, Еванджелін Ліллі, Домінік Монаган та ін.) здобув «Еммі» як найкраща драма та одержав номінацію на «Золотий глобус».
Пристрасть до кіно з'явилася в Абрамса ще в дитинстві — і вона тільки посилилася після екскурсії на студію «Universal», коли майбутньому режисерові було вісім років.
Ще в юнацькі роки Абрамс досить активно знімав кіно і представляв свої студентські роботи на різних кінофестивалях, де, крім отримання нагород, заводив знайомства в кіноіндустрії, знаходив співавторів і, можливо, отримував певний кредит довіри на реалізацію своїх наступних проєктів.
Першою роботою на телебаченні Абрамса став серіал «Щастя». Абрамс — виконавчий продюсер, автор ідеї та режисер кількох епізодів цього серіалу. Таке поєднання ролей досить типово для телевізійної роботи Абрамса, якого колеги характеризують як «мультизадачність» трудоголіка.
Студентом старших курсів, Абрамс разом із другом написав сценарій художнього фільму. Цей сценарій купила студія «Touchstone Pictures» і зробила його основою «Як досягти успіху в справах», картини з участю Чарльза Гродіна та Джеймса Белуші і першою зі стрічок, які спродюсував Абрамс.
Далі були «Дещо про Генрі» з Гаррісоном Фордом і «Вічно молодий» з Мелом Гібсоном в головних ролях.
Наступним визначним етапом у кар'єрі Абрамса була спільна робота з продюсером Джеррі Брукгаймером і режисером Майклом Беєм над блокбастером «Армагеддон».
Потім Абрамс спродюсував «Нічого собі поїздочку», співавтором сценарію до якої він також був, і бойовик з високим бюджетом «Місія нездійсненна III» з Томом Крузом — перша режисерська робота Абрамса для широкого екрана. Вважають, що режисерська участь Абрамса в цьому фільмі відбулася за особистою ініціативою Круза, що перебував під враженням від серіалу «Шпигунка».
У продюсерському здобутку Абрамса також картини «Чужий похорон» і «Королі року» з Дженніфер Лав Г'юїтт. Крім того, в декількох фільмах Абрамс з'являється на екрані як актор.
Також Абрамс час від часу виступає як композитор до своїх фільмів (зокрема, він написав голову музичну тему «Шпигунки»).
Джефрі Джейкоб Абрамс є батьком американської музикантки, авторки-виконавиці Ґрейсі Абрамс.

## Вибрана фільмографія
| Рік       | Фільм                                                                        | Режисер | Продюсер | Сценарист | Актор |
| --------- | ---------------------------------------------------------------------------- | ------- | -------- | --------- | ----- |
| 1990      | Як досягти успіху в справах (Taking Care of Business)                        |         |          | Так       |       |
| 1991      | Що стосується Генрі (Regarding Henry)                                        |         |          | Так       | Так   |
| 1992      | Вічно молодий (Forever Young)                                                |         |          | Так       |       |
| 1993      | Шість рубежів віддалення (Six Degrees of Separation)                         |         |          |           | Так   |
| 1996      | Людина, що несе труну (The Pallbearer)                                       |         | Так      |           |       |
| 1996      | Дияволиці (Diabolique)                                                       |         |          |           | Так   |
| 1997      | Gone Fishin'                                                                 |         |          | Так       |       |
| 1998      | Армагеддон (Armageddon)                                                      |         |          | Так       |       |
| 1998      | The Suburbans                                                                |         | Так      |           |       |
| 1998-2002 | Фелісіті                                                                     |         |          |           |       |
| 2001      | Нічого собі поїздочка (Joy Ride)                                             |         | Так      | Так       |       |
| 2006      | Місія нездійсненна 3 (Mission: Impossible III)                               | Так     |          | Так       |       |
| 2008      | Монстро (Cloverfield)                                                        |         | Так      |           |       |
| 2009      | Зоряний шлях (Star Trek)                                                     | Так     | Так      |           |       |
| 2010      | Ранковий підйом (Morning Glory)                                              |         | Так      |           |       |
| 2011      | Супер 8 (Super 8)                                                            | Так     | Так      | Так       |       |
| 2011      | Місія нездійсненна: протокол «Фантом» (Mission: Impossible — Ghost Protocol) |         | Так      |           |       |
| 2013      | Стартрек: Відплата (Star Trek Into Darkness)                                 | Так     | Так      |           |       |
| 2015      | Зоряні війни. Епізод VII (Star Wars Episode VII)                             | Так     | Так      | Так       |       |
| 2015      | Місія нездійсненна: Нація ізгоїв                                             |         | Так      |           |       |
| 2016      | Стартрек: За межами Всесвіту                                                 |         | Так      |           |       |
| 2016      | Вулиця Монстро, 10                                                           |         | Так      |           |       |
| 2018      | Місія нездійсненна: Фолаут                                                   |         | Так      |           |       |
| 2018      | Оверлорд                                                                     |         | Так      |           |       |

- «Межа» (2008) — телесеріал (автор ідеї, продюсер, сценарист)
- «Загублені» (2004) — телесеріал (автор ідеї, виконавчий продюсер, сценарист і режисер пілотних епізодів).
- «Шпигунка» (2001) — телесеріал (автор ідеї, виконавчий продюсер, сценарист і режисер).